# Acetohidroxámsav
Az acetohidroxámsav (INN: acetohydroxamic acid) krónikus húgyúti fertőzések ellen általában antibiotikummal kombinációban használt gyógyszerhatóanyag. Gyakran használják kőeltávolító műtét után.
A baktériumok előállította ureáz enzimet gátolja, ami csökkenti a vizelet ammóniatartalmát és pH-értékét. Ez javítja az antibiotikumok hatásfokát, és meggátolja a vesekőképződést.
Fehér színű, szilárd anyag. Laboratóriumban Fe3+-ionok mennyiségi kimutatására használható más ionok jelenlétében is, iu. nagyságrenddel jobban kötődik a III-as, mint a II-es oxidációs számú ionokhoz (Ni, Fe2+, Mo, Cd, Pb).

## Készítmények
- Lithostat
- Uronefrex[4]

Magyarországon nincs forgalomban acetohidroxámsav-tartalmú készítmény.